# Quilty
Quilty är en svensk folkmusikgrupp som spelar irländsk folkmusik. Gruppen bildades 1993 och består av Gideon Andersson, Dag Westling, Esbjörn Hazeliusoch Staffan Lindfors.
Quilty albumdebuterade 1995 med A Drop of Pure som följdes av I’m Here Because I’m Here 2001. Efter ett nästan tio år långt uppehåll släppte gruppen den 13 mars 2015 sitt tredje album Apples in Winter. Releasefesten hölls på Nalen i Stockholm som ett slags förfestevent till Folk- och världsmusikgalan. Flera av gruppens konserter har sänts i Sveriges Radio.2018 i samband med gruppens 25-årsjubileum återvände basisten Staffan Lindfors efter en lång tids frånvaro. Hösten 2019 sjösatte Quilty sitt nya program Out on the Ocean med sånger som har anknytning till havet. Ett nytt album har spelats in vid live-konserterna under hösten 2019 och våren 2020 med titeln Out on the Ocean, strax innan all turnéverksamhet stannade av till följd av coronapandemin. Albumet skall ges ut våren 2022.

## Diskografi
- 1995 – A Drop of Pure
- 2001 – I’m Here Because I’m Here
- 2015 – Apples in Winter
- 2018 – 25
- 2022 – Out on the Ocean

## Medlemmar
- Gideon Andersson – bouzouki, bas, bodhrán, mandolin, gitarr, sång, percussion, keyboards 1993-
- Esbjörn Hazelius – fiol, sång 1999-
- Dag Westling – sång, five string banjo, tin whistle, low whistle, gitarr, mandolin 1993-
- Staffan Lindfors - bas, sång 1997-1999 2018-